# Stephan Debeur
Stephan Debeur (* 1965 in Aachen) ist ein deutscher Organist und Kirchenmusiker.

## Leben

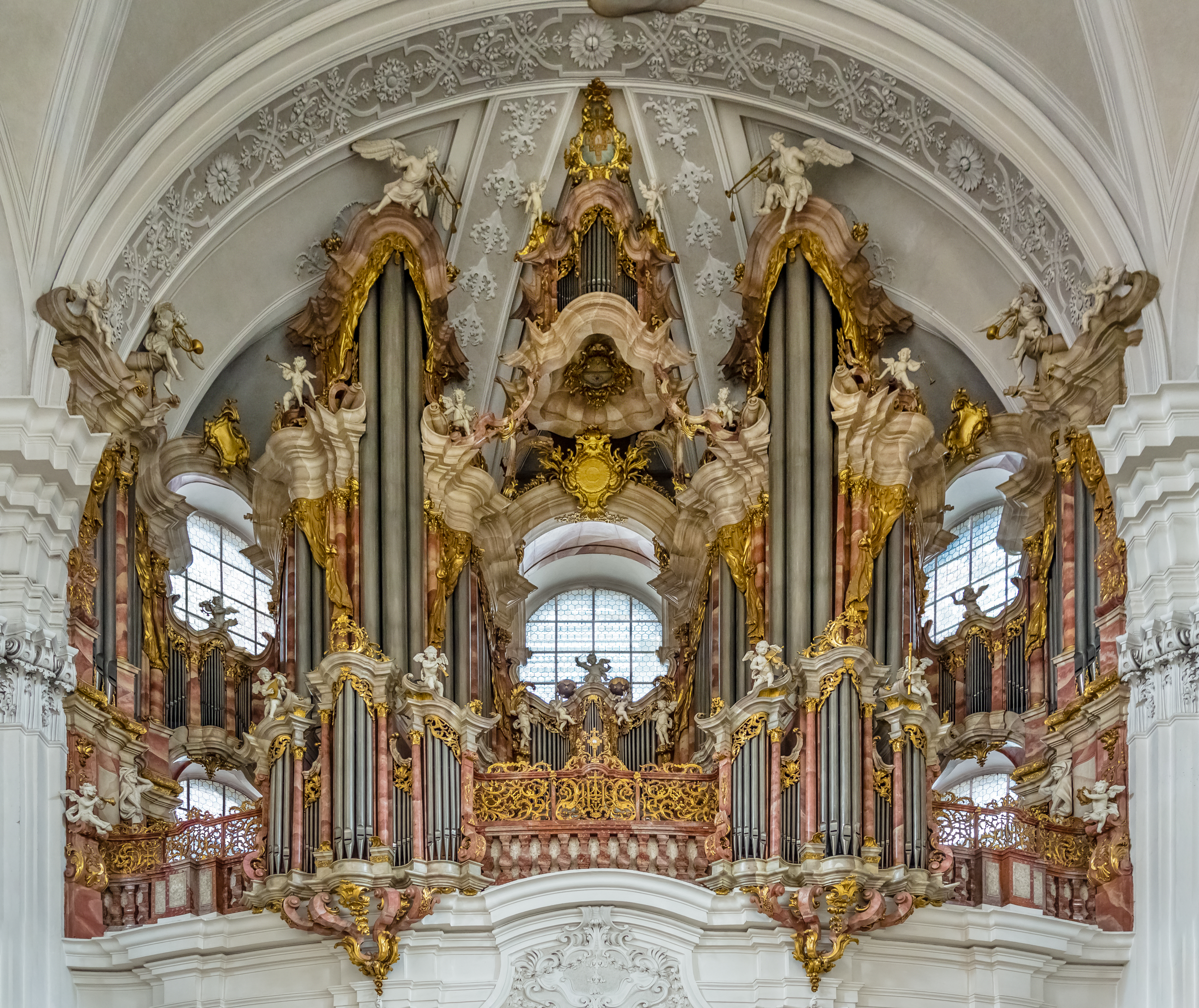
Die Gabler-Orgel in Weingarten

1972 bis 1976 besuchte Debeur die Aachener Domsingschule, von 1975 bis 1978 war er Mitglied des Aachener Domchors. 1985–1993 studierte er Kirchen- und Schulmusik an der Folkwanghochschule Essen. Zu seinen Lehrern zählten Gisbert Schneider und Sieglinde Ahrens (Orgel) sowie Godehard Joppich (Gregorianik).
Von 1986 bis 1999 war er Organist an der katholischen Kirche St. Nikolaus in Aachen, ab 1992 außerdem Kirchenmusiker an der Pfarrkirche St. Michael in Aachen-Burtscheid. Als Kirchenmusiker von St. Michael war er auch für die Disposition der 1999 eingeweihten Weimbs-Orgel mit verantwortlich. 1993–1999 leitete er die von ihm mitgegründete Choralschola Vivus Cantus Aachen.
2000 wechselte Debeur in das oberschwäbische Weingarten, wo er seither als Nachfolger von Heinrich Hamm als Kirchenmusiker und Organist der Basilika St. Martin tätig ist. In dieser Funktion spielt er die Gabler-Orgel in Weingarten, eine der berühmtesten Barockorgeln der Welt, regelmäßig zu Gottesdiensten und im Rahmen von Orgelkonzerten. Er spielte an der Gabler-Orgel auch mehrere CDs ein. An der Rieger-Orgel der Kirche St. Jodok in Ravensburg spielte er 2012–2013 monatlich einmal ein Werk von Bach und symphonische Orgelmusik des 19. und 20. Jahrhunderts.
Debeur leitet den Basilikachor Weingarten und den von ihm gegründeten Kinderchor der Basilika. Er ist Dekanatskirchenmusiker des kirchenmusikalischen Bezirks Ravensburg der Diözese Rottenburg-Stuttgart. Außerdem unterrichtete er am Gymnasium Weingarten.

## Tonträger
- Die historische Gabler-Orgel (1750) der Basilika Weingarten, Edition Lade, EL CD 042, 2002. Werke von Johann Sebastian Bach, Johann Ernst Eberlin, Johann Ludwig Krebs, Joseph Gabriel Rheinberger, Justin Heinrich Knecht, Felix Mendelssohn Bartholdy
- Jubiläums-CD 200 Jahre Basilikachor Weingarten, Leitung: Stephan Debeur, 2007
- Concert an der historischen Gabler-Orgel (1750) der Basilika Weingarten, Edition Lade, EL CD 044, 2008. Werke von Georg Friedrich Händel, Justin Heinrich Knecht, Joseph Haydn, Johann Sebastian Bach (darunter eine Transkription Debeurs der Sinfonia aus der Kantate BWV 156)
- Süddeutsche Orgelmusik an der Gabler-Orgel Weingarten, Edition Lade, EL CD 052. Werke von Johann Caspar Ferdinand Fischer, Gottlieb Muffat, Joseph Lederer, Christian Erbach, Johann Ernst Eberlin, Theodor Grünberger, Justin Heinrich Knecht
- Justin Heinrich Knecht an der Gabler-Orgel in Weingarten. Selbstverlag, 2016. Originalwerke von Justin Heinrich Knecht sowie eine Bearbeitung von dessen Großer Symphonie Le portrait musical de la nature von Stephan Debeur.